# オドレイ・ダナ
オドレイ・ダナ（Audrey Dana、1977年9月21日 - ）は、フランスの映画監督、脚本家、女優である。

## 経歴
2008年、ロミー・シュナイダー賞を受賞する。2010年、『ゴールド・ハンター 600キロの金塊を追え!』に出演する。2014年、『Sous les jupes des filles』を監督する。

## フィルモグラフィー

### 映画
- 君を想って海をゆく（2009年） - 出演
- ゴールド・ハンター 600キロの金塊を追え!（2010年） - 出演
- 間奏曲はパリで（2014年） - 出演
- Sous les jupes des filles（2014年） - 監督・脚本・出演